# سوني رزدان
سوني رزدان (بالإنجليزية: Soni Razdan)‏ المعروفة رسميًا باسم سوني رزدان بهات (من مواليد 25 أكتوبر 1956)، هي ممثلة ومخرجة أفلام بريطانية الجنسية، تعمل في الأفلام الهندية، هي والدة ممثلة بوليوود علياء بهات ومتزوجة من ماهيش بهات. هي عمة عمران هاشمي.
ولدت رزدان في برمنغهام بالمملكة المتحدة لوالدتها الألمانية غيرترود هولتسر، وناريندرا ناث رازدان، الكشميري بانديت. هي والدة ممثلة بوليوود علياء بهات.

## روابط خارجية
- سوني رزدان على موقع IMDb (الإنجليزية)
- سوني رزدان على موقع قاعدة بيانات الفيلم (الإنجليزية)